# 9227 Ashida
9227 Ashida este un asteroid din centura principală, descoperit pe 26 ianuarie 1996, de Takao Kobayashi.